# 타르타로스

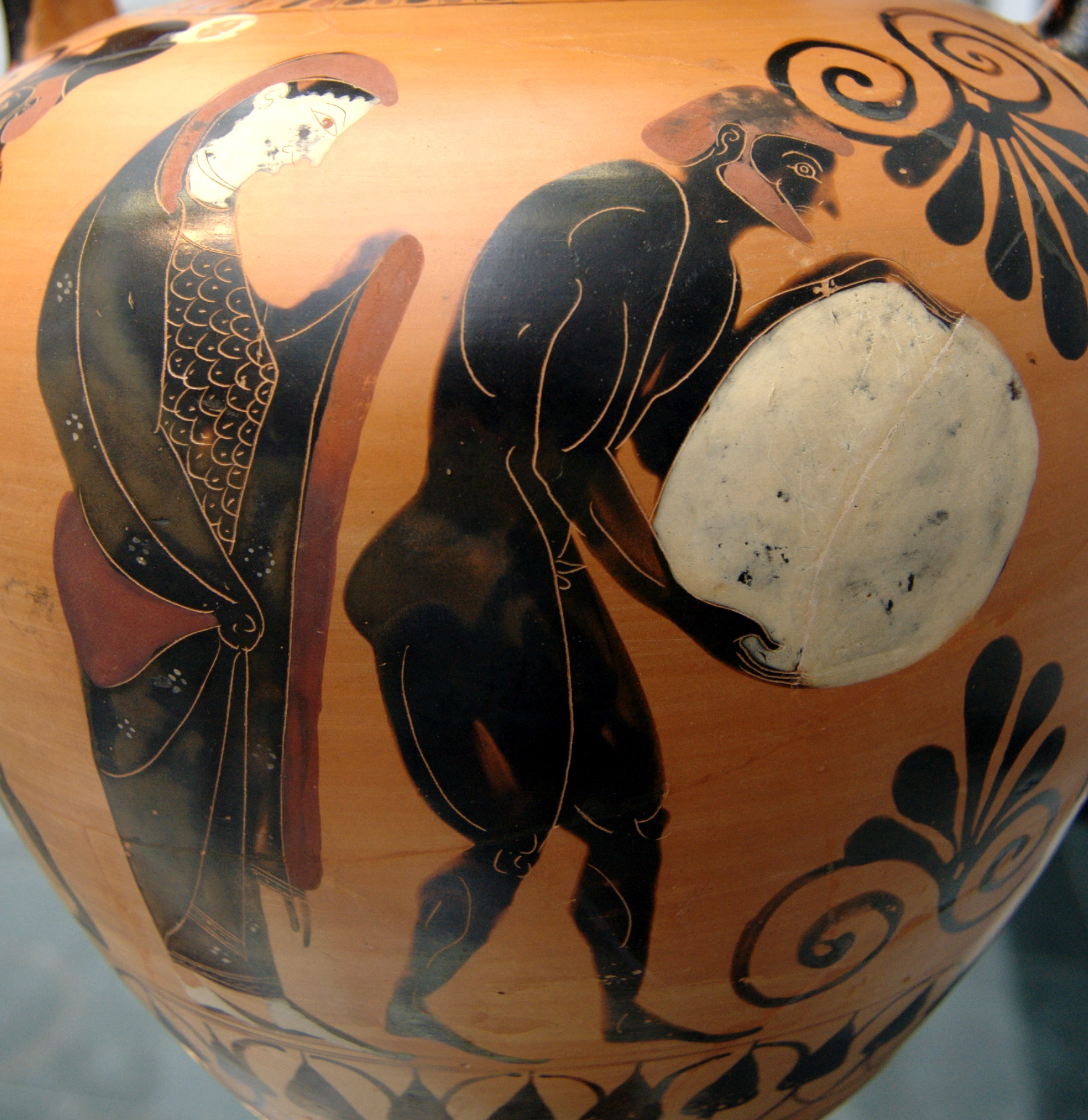
타르타로스에서 처벌받는 시시포스. 뒤로 지키고 있는 것은 페르세포네.

타르타로스(고대 그리스어: Τάρταρος, Tartarus)는 그리스 신화에 나오는 계보상으로는 하늘의 남신 아이테르와 대지의 신 가이아의 사이에서 태어난 남신으로 거인 티폰과 괴물 에키드나의 아버지가 되었다고 전해지기도 한다. 지하의 명계(冥界) 가장 밑에 있는 나락(奈落)의 세계를 의미하며 지상에서 타르타로스까지의 깊이는 하늘과 땅과의 거리와 맞먹는다고 한다(구체적으로는 위에서 아래로 놋쇠 철침나무를 9일을 밤낮동안 계속 떨어뜨려 10일째에 아래에 도착하는 거리). 주신(主神) 제우스의 노여움을 산 티탄신(神) 일족이나, 대죄를 저지른 탄탈로스, 시시포스, 익시온 등과 같이 신을 모독하거나 반역한 인간들도 이곳에 떨어졌다고 한다.
안개가 자욱해 신들조차 기피하는 공간. 포세이돈이 청동의 문을 만들었고 그 주위는 청동의 벽으로 덮여 있기 때문에, 누구도 도망갈 수 없다. 만일 인간이 이 문 안에 들어왔다면, 일 년을 걸려도 바닥에 도착할 수 없다. 오히려, 신들이 두려워할 정도의 뜨거운 폭풍으로 날려져 버린다.
애초에 우라노스나 크로노스가 헤카톤케이레스족이나 키클롭스족을 유폐하는데 사용해, 괴물 캄페에게 지키게 했다. 후에 제우스가  티탄족을 타도한 후 티탄족이 유폐되어 헤카톤케이레스족이 그 옥지기가 되었다. 그 밖에도 티폰이 여기에 넣어졌다고도 한다.
후세에 등장한 플라톤 등에서는 지옥으로 다루어지게 되었다.
신약 성서의 원문 중 단 한 번 베드로의 둘째 편지 2:4에 그 이름이 보인다.

## 같이 보기
- 에레보스
- 카론 (신화)
- 두아트
- 지옥
- 셰올
- 비블리오테케
- 티모시 간츠
- 헤시오도스
- 호메로스
- 가이우스 율리우스 히기누스
- 핀다로스
- 베르길리우스